# Gastroxides ater
Gastroxides ater är en tvåvingeart som beskrevs av Saunder 1842. Gastroxides ater ingår i släktet Gastroxides och familjen bromsar. Inga underarter finns listade i Catalogue of Life.